# Rio Subaé
Procissão dos Navegantes em Santo Amaro, no rio Subaé.
O rio Subaé é um rio brasileiro do estado da Bahia. Possui 55 quilômetros de comprimento desde a nascente no município de Feira de Santana, passando por São Gonçalo dos Campos, até a foz na Baía de Todos os Santos, já no município de Santo Amaro. Possui um único afluente, o Rio Serjimirim.
Está poluído em grande parte de seu curso, notadamente por chumbo, zinco e cádmio. A poluição por chumbo tem origem no esgoto industrial de uma unidade de processamento da Companhia Brasileira de Chumbo (COBRAC), hoje extinta. A contaminação do rio, e consequentemente da Baía de Todos-os-Santos, motivou o santo-amarense Caetano Veloso compor uma canção em que pede a despoluição, como também sua mãe, Dona Canô, entregou um projeto de despoluição diretamente ao então governador Jaques Wagner e ao ex-presidente Lula da Silva em 2011.